# 東京ディズニーシーのレストランの一覧
東京ディズニーシーのレストランの一覧（とうきょうディズニーシーのレストランのいちらん）は東京ディズニーシー内に設置されたレストランの一覧である。

## メディテレーニアンハーバー (Mediterraniean Harbor)

### カフェ・ポルトフィーノ
| カフェ・ポルトフィーノ | カフェ・ポルトフィーノ                            |
| ---------------------- | ------------------------------------------------- |
| オープン日             | 2001年9月4日 (東京ディズニーシーと同時にオープン) |
| スポンサー             | UCC上島珈琲                                       |
| タイプ                 | バフェテリアサービス                              |
| 座席数                 | 約570席（テラス席あり）                           |
| アルコール             | ○                                                 |

カフェ・ポルトフィーノ (Cafe Portofino) は、主にロティサリーチキンやパスタ、ラザニアなどの地中海料理を扱う、バフェテリアサービスのレストラン。ビールやワインといったアルコール飲料も取り扱っている。
過去には「オードブル、サラダ、デザート、スープ」の中から2品と、パスタ及びソフトドリンクがセットになったメニュー「ポルトフィーノ・パスタセット」を販売していた。
店名はイタリア北西部の海に面した土地『ポルトフィーノ』から名付けられた。店内には網やブイなど漁の道具が置かれており、漁村の雰囲気が漂う。
座席は屋内外合わせて約570席。スポンサーはUCC上島珈琲。
外部リンク
- UCC上島珈琲 スポンサー活動紹介

### ザンビーニ・ブラザーズ・リストランテ
| ザンビーニ・ブラザーズ・リストランテ | ザンビーニ・ブラザーズ・リストランテ              |
| ------------------------------------ | ------------------------------------------------- |
| オープン日                           | 2001年9月4日 (東京ディズニーシーと同時にオープン) |
| スポンサー                           | 明治乳業                                          |
| タイプ                               | カウンターサービス                                |
| 座席数                               | 約840席（テラス席あり）                           |
| アルコール                           | ○                                                 |

ザンビーニ・ブラザーズ・リストランテ (Zambini Brothers' Ristorante) は、ピザやパスタなどのイタリア料理を扱う、カウンターサービスのレストラン。座席は屋内外合わせて約840席。ビールやワインなども取り扱っている。ワインはボトルでの提供もあり、この店の経営者である「ザンビーニ3兄弟」が描かれているオリジナル・エチケットである。また、3兄弟が作ったワインは世界中に輸出されているという設定であり、TDS内の他のレストランでの提供や、ワインの箱が置かれている。
このレストランには3つのカウンターがある。TDS開業当初は、3兄弟それぞれが推すパスタ、ピザ、リゾットをカウンターごとに提供していた。例えば、パスタとリゾットが欲しい場合は、それぞれのカウンターに並ぶ必要があったが、2006年2月のリニューアル後はどのカウンターでも同じメニューが注文できるようになった。スポンサーは明治乳業。
2019年7月のメニュー内容の変更によりリゾットの扱いはなくなり、さらに全メニュー紙皿での提供になった。
バックグラウンドストーリーこの店はザンビーニ3兄弟（長男プリモ、次男アントニオ、三男エンリコ）が経営しており店名はそのザンビーニ兄弟に由来。ザンビーニ兄弟はワインの製造所とオリーブの圧搾所を改装し、旅人をもてなしている。

### マンマ・ビスコッティーズ・ベーカリー
| マンマ・ビスコッティーズ・ベーカリー | マンマ・ビスコッティーズ・ベーカリー              |
| ------------------------------------ | ------------------------------------------------- |
| オープン日                           | 2001年9月4日 (東京ディズニーシーと同時にオープン) |
| スポンサー                           | UCC上島珈琲                                       |
| タイプ                               | バフェテリアサービス                              |
| 座席数                               | 約150席（全てテラス席）                           |

マンマ・ビスコッティーズ・ベーカリー (Mamma Biscotti's Bakery) は、さまざまな種類のパンやペイストリー、淹れ立てのコーヒーなどを扱う、バフェテリアサービスのレストラン。開園時間から閉園後まで営業しているパーク内最長営業時間の料飲店舗で、朝食としても夜食としても利用できる。スポンサーはUCC上島珈琲。
バックグラウンドストーリー街の人々から"お母さん（マンマ）"と呼ばれ親しまれているビスコッティー夫人が経営する店。

### リストランテ・ディ・カナレット
| リストランテ・ディ・カナレット | リストランテ・ディ・カナレット                    |
| ------------------------------ | ------------------------------------------------- |
| オープン日                     | 2001年9月4日 (東京ディズニーシーと同時にオープン) |
| タイプ                         | テーブルサービス                                  |
| 座席数                         | 約220席（テラス席あり）                           |
| アルコール                     | ○                                                 |
| PS                             | ○                                                 |

リストランテ・ディ・カナレット (Ristorante di Canaletto) は、窯焼きピザやパスタなどを提供する、テーブルサービスのレストラン。
TDS開業当初は店内の石窯を「日本最大級の石窯」と称していた。イタリア料理として肉料理、魚料理もあるが、開業当初からは品数が減っており、ピザ、パスタが主体のレストランになったとも言える。
座席は屋内、テラス席合わせて約220席。ワインやビールも取り扱っている。メディテレーニアンハーバーのパラッツォ・カナルに面しており、テラス席に座れば、イタリアを模した風景の中にゴンドラが行き交う様子を見ることができる。
店名をイタリア語から日本語に直訳すれば「カナレットのレストラン」となる。
「カナレット」とは18世紀に活躍したイタリアの景観画家「ジョヴァンニ・アントニオ・カナル」を指す。店内にはアントニオ・カナルの作品のレプリカが飾られている。

### ゴンドリエ・スナック
| ゴンドリエ・スナック | ゴンドリエ・スナック                              |
| -------------------- | ------------------------------------------------- |
| オープン日           | 2001年9月4日 (東京ディズニーシーと同時にオープン) |
| スポンサー           | なし                                              |
| タイプ               | カウンターサービス                                |
| 座席数               | 約120席（全てテラス席）                           |
| アルコール           | ○                                                 |

ゴンドリエ・スナック (Gondolier Snacks) は、ジェラートや暖かいコーヒーなどを扱うカウンターサービスの店舗。ジェラートは「シングル」と「ダブル」の中から選択でき、器も「コーン」か「カップ」かを選択できる。
バックグラウンドストーリー
もともとゴンドリエたちの社交場で、彼らがコーヒーを飲んだり、スナックを食べていたところ、村中のひとたちがその香りに誘われて集まってくるようになった。そこで、いつまでもコーヒーやジェラートを楽しめるように、お店に改装された。店名の由来は、ゴンドリエを添えて付けられた。その証に看板がゴンドラのような形をしている。

### マゼランズ
| マゼランズ | マゼランズ                                        |
| ---------- | ------------------------------------------------- |
| オープン日 | 2001年9月4日 (東京ディズニーシーと同時にオープン) |
| タイプ     | テーブルサービス                                  |
| 座席数     | 約200席                                           |
| アルコール | ○                                                 |
| PS         | ○                                                 |

マゼランズ(Magellan's)は、地中海料理をはじめとした「世界の料理」をコースで提供するテーブルサービスのレストラン。ワインも充実しており、パーク内のレストランでは最高級に位置づけられる。ワインも豊富に取り揃えている。
座席は約200席。アトラクション「フォートレス・エクスプロレーション」の中に位置しているため、店内に窓は無い。
店内は、直径4メートルの地球儀がある「メインダイニング」、天球儀のある「アーミラリーダイニング」、ワインセラーを模した「ワインセラーダイニング」に別れる。この地球儀はゆっくりと自転している。
大航海時代の探検家フェルディナンド・マゼランを内装のコンセプトとし、マゼランの肖像画、関連人物の肖像画、ゆかりの品のレプリカが飾られている。

### リフレスコス
| リフレスコス | リフレスコス                                      |
| ------------ | ------------------------------------------------- |
| オープン日   | 2001年9月4日 (東京ディズニーシーと同時にオープン) |
| タイプ       | カウンターサービス                                |
| 座席数       | 約90席（テラス席あり）                            |
| アルコール   | ○                                                 |

リフレスコス (Refrescos) は、ソフトドリンクやスモーキーターキーレッグなどを扱う、カウンターサービスのレストラン。座席は約90席。アトラクション「フォートレス・エクスプロレーション」の前にある。過去にはポークリブを取り扱う時期もあった。2016年1月まで販売していたチュロスは、ホライズンベイレストラン（テラス席）に移転した。

## アメリカンウォーターフロント (American Waterfront)

### S.S.コロンビア・ダイニングルーム
| S.S.コロンビア・ダイニングルーム | S.S.コロンビア・ダイニングルーム                  |
| -------------------------------- | ------------------------------------------------- |
| オープン日                       | 2001年9月4日 (東京ディズニーシーと同時にオープン) |
| スポンサー                       | KIRIN                                             |
| タイプ                           | テーブルサービス                                  |
| 座席数                           | 約190席                                           |
| アルコール                       | ○                                                 |
| PS                               | ○                                                 |

S.S.コロンビア・ダイニングルーム (S.S. Columbia Dining Room) は、アメリカンウォーターフロントの「S.S.コロンビア号」のBデッキ（3階）にある、テーブルサービスのレストラン。座席は約190席。魚料理や肉料理などのセット料理やアルコール飲料を提供する。店内にはグランドピアノがあり、時々演奏が行われていた（2006年3月で終了）。スポンサーはキリンホールディングス。

### テディ・ルーズヴェルト・ラウンジ
| テディ・ルーズヴェルト・ラウンジ | テディ・ルーズヴェルト・ラウンジ                  |
| -------------------------------- | ------------------------------------------------- |
| オープン日                       | 2001年9月4日 (東京ディズニーシーと同時にオープン) |
| スポンサー                       | KIRIN                                             |
| タイプ                           | テーブルサービス                                  |
| 座席数                           | 約110席                                           |
| アルコール                       | ○                                                 |
| PS                               | 〇                                                |

テディ・ルーズヴェルト・ラウンジ (The Teddy Roosevelt Lounge) は、アメリカンウォーターフロントの「S.S.コロンビア号」のCデッキ（2階）にある、テーブルサービスのラウンジ。座席は約110席。サンドウィッチなどの軽食やアルコールを取り扱っている。スポンサーはキリンホールディングス。
2020年10月29日よりプライオリティ・シーティングを導入。利用時間70分制となる。
バックグラウンドストーリー店名はアメリカ合衆国第26代大統領セオドア・ルーズヴェルトの愛称が「テディ」だったことに由来（愛称の由来についてはテディベアの項目を参照）。

### レストラン櫻
| レストラン櫻 | レストラン櫻                                      |
| ------------ | ------------------------------------------------- |
| オープン日   | 2001年9月4日 (東京ディズニーシーと同時にオープン) |
| スポンサー   | キッコーマン                                      |
| タイプ       | テーブルサービス                                  |
| 座席数       | 約260席（別途テラス席が約40席あり）               |
| アルコール   | ○                                                 |
| PS           | ○                                                 |

レストラン櫻 (Restaurant Sakura) は、和食をベースにした創作料理を扱う、テーブルサービスのレストラン。座席は屋内、テラス席合わせて約260席。東京ディズニーランドのれすとらん北斎とは違い、創作料理なので純和風料理店というわけではない。メニューとしては海鮮ちらし寿司や天ぷらなどがある。スポンサーはキッコーマン。
12月31日の特別営業時間には年越し蕎麦が、新年の1月1日からはおせち料理も登場する。
バックグラウンドストーリーこのレストランには「元々はニューヨークに移住した日本人移民が開いたフィッシュマーケット（魚市場）であったが、日本人移民の多く集まる場となったため、改装して日本料理店にした」というバックグラウンドストーリーがある。そのため、内装もフィッシュマーケットを思わせるような飾りが多い。

### ドックサイドダイナー
| ドックサイドダイナー | ドックサイドダイナー |
| -------------------- | -------------------- |
| オープン日           | 2018年8月20日        |
| スポンサー           | 山崎製パン           |
| タイプ               | カウンターサービス   |
| 座席数               | 約470席              |
| アルコール           | ○                    |

ドックサイドダイナー (Dockside Diner) は、サンドウィッチやフライドチキンを扱う、カジュアルなカウンターサービスのレストラン。2018年8月20日に「セイリングデイ・ブッフェ」の跡地にオープンした。建物自体に大きな変更はなく、現在も倉庫という設定は引き継がれている。座席は約470席。

### ニューヨーク・デリ
| ニューヨーク・デリ | ニューヨーク・デリ                                |
| ------------------ | ------------------------------------------------- |
| オープン日         | 2001年9月4日 (東京ディズニーシーと同時にオープン) |
| スポンサー         | ニチレイフーズ（2007年8月23日～）                 |
| タイプ             | カウンターサービス                                |
| 座席数             | 約560席（テラス席あり）                           |
| アルコール         | ○                                                 |

ニューヨーク・デリ（New York Deli）は、サンドウィッチやスープなどの軽食を扱っているレストラン。中は同じ店なのだが、外観は異なる建物がつながって見えるような建築手法であるファサード手法を取り入れている（この手法は「マクダックス・デパートメントストア」も同じ手法が取り入れられている）。
店名の"デリ（Deli）"とは惣菜屋を意味するデリカテッセン（Delicatessen , Delikatessen）の略である。レジカウンターがあるエリアの上には"NEW YORK DELICATESSEN"と書かれた看板が掲げられている。
バッググラウンドストーリー
ニューヨーク・デリはサンドイウィッチ屋は店内が狭いながらも人気のお店だった、しかし店があまりにも小さかったため閉店の危機に追いやられるが隣の建物の所有者が快く建物をくれたため、閉店せずにすみ、店は大繁盛となる。
なので店内をよく見ると複数の建物がつながったようになっている。店の前の通りから見て入り口の右隣がもともとの店で、その他の店が貰った建物である。

### ケープコッド・クックオフ
| ケープコッド・クックオフ | ケープコッド・クックオフ                          |
| ------------------------ | ------------------------------------------------- |
| オープン日               | 2001年9月4日 (東京ディズニーシーと同時にオープン) |
| スポンサー               | 日本コカ・コーラ                                  |
| タイプ                   | カウンターサービス                                |
| 座席数                   | 約860席（テラス席あり）                           |

ケープコッド・クックオフ (Cape Cod Cook-Off) は、アメリカンウォーターフロントのケープコッドエリアにある、ショーを見ながら食事ができるレストラン。座席は約860席（ショーエリア以外の座席も含む）。メニューは、鱈（たら/cod）を用いたフィッシュバーガーなど。スポンサーは日本コカ・コーラ。
まず、カウンターで食事を購入し、座席へ移動する。カウンター正面から見て左側は普通の座席、右側はショーを見る座席となっている（2005年に開催されたスペシャルイベント「ケープコッド・ジャンボリーナイト」に登場した「ケープコッド・アイリッシュバンド」は左側のエリアでショーを行った）。店内では、「マイ・フレンド・ダッフィー」が上演されており、ショーは正確なタイムテーブルは存在せず、繰り返し公演を行っている。（マイ・フレンド・ダッフィー以前は「ドナルドのボートビルダー」を公演していた。
2023年7月4日より「ダッフィー&フレンズのワンダフル・フレンドシップ」がスタートする。このショーよりランド、ポリネシアンテラスレストラン、ダイヤモンドホースシュー同様ショー鑑賞エリアは予約制となる。なお従来通り食事のエリアは残される。
レストランの入り口があるタウンホールはナンタケット島にある教会をモチーフにしている。カウンター向かって左手側は、消防署である。
夕方以降に限定でギネスビールなどの酒類を販売していたことがある。
バックグラウンドストーリーケープコッドの町で開催された料理コンクール。その表彰と共に、料理の披露を町役場で行っている。商品の受け渡しカウンターの上部にあるメニューボードには、青いリボンが付いているメニューがあり、料理コンクールの最優秀賞であるブルーリボン賞を受賞したメニューとなっている。

### ケープコッド・コンフェクション
| ケープコッド・コンフェクション | ケープコッド・コンフェクション |
| ------------------------------ | ------------------------------ |
| オープン日                     | 2013年9月3日                   |
| スポンサー                     | 日本コカ・コーラ               |
| タイプ                         | カウンターサービス             |
| 座席数                         | なし                           |

ケープコッド・コンフェクション(Cape Cod Confections)は、ダッフィーをモチーフにしたスウィーツやドリンクを扱う、カウンターサービスのレストラン。スポンサーは日本コカ・コーラ 。2013年9月3日にオープンした。

### リバティ・ランディング・ダイナー
| リバティ・ランディング・ダイナー | リバティ・ランディング・ダイナー |
| -------------------------------- | -------------------------------- |
| オープン日                       | 2003年11月4日                    |
| タイプ                           | カウンターサービス               |
| 座席数                           | なし                             |

リバティ・ランディング・ダイナー (Liberty Landing Diner) は、ポークライスロールやソフトドリンクを扱う、カウンターサービスのレストラン。2003年11月4日にウォーターフロントパークの前にオープンした。なお、以前はすしロールとスーベニアカップに入ったミニちらし寿司やブラックペッパーてりやきチキンロールを販売していた。
バックグラウンドストーリー
もともと「リバティ・ランディング・マリンエンジン・リペアーズ」と呼ばれる、船のエンジンやボイラーを修理するお店があった。その店主の奥さんが、夫や従業員、店を訪れた船乗りたちに得意の料理をふるまったところ、たちまち評判になり、お店の反対側を改装し「リバティ・ランディング・ダイナー」をオープンさせた。

### バーナクル・ビルズ
| バーナクル・ビルズ | バーナクル・ビルズ                                |
| ------------------ | ------------------------------------------------- |
| オープン日         | 2001年9月4日 (東京ディズニーシーと同時にオープン) |
| タイプ             | ワゴン・サービス                                  |
| 座席数             | なし                                              |
| アルコール         | ○（2008年3月16日以降）                            |

バーナクル・ビルズ (Barnacle Bill's) は、骨つきソーセージを扱うカウンターサービスのワゴン。店名の「バーナクル・ビル（Barnacle Bill）」とは勇敢な船乗りに敬意を表して付けられるあだ名のこと。「バーナクル（Barnacle）」はフジツボの意。
パーク内のレストラン、スナックワゴンの中で、販売商品の移り変わりが最も激しい。
1. ドライトマトのベーグルサンド
2. エピ
3. スモークチキンレッグ
4. ソーセージパイ
5. スモークチキンレッグ
6. 骨付きソーセージ

『東京ディズニーシー5thアニバーサリー』開催期間中、バーナクル・ビルズは休業。同じ場所では、代わりに、ピア33 〜ボートマンズ・テラス〜の営業が行われた。5thアニバーサリー終了後もピア33の営業が継続されたため、休業期間は2006年6月15日から2008年3月15日であった。
再オープン以降の取り扱いメニューは、ピア33と同じであるが、ビールがバドワイザーとなっている。
桟橋にある小屋にベンチ状の椅子があるが、基本的に立ち食い、立ち飲みとなる。

### パパダキス・フレッシュフルーツ
| パパダキス・フレッシュフルーツ | パパダキス・フレッシュフルーツ                    |
| ------------------------------ | ------------------------------------------------- |
| オープン日                     | 2001年9月4日 (東京ディズニーシーと同時にオープン) |
| タイプ                         | ワゴン・サービス                                  |
| 座席数                         | なし                                              |

パパダキス・フレッシュフルーツ (Papadakis Fresh Fruit) は、リンゴやパイナップルなどのカットフルーツを扱うワゴン。その他にミネラルウォーターやコーヒーなども販売。以前には冬限定で、カップの中にフレンチトーストと焼きリンゴが入り、上にクリームが乗せてある「ベイクドアップル&フレンチトースト」を販売することもあったほか、2007年秋のディズニー・ア・ラ・カルト期間中は、ギリシア語が書かれた飾りや、ギリシャ風のドーナツ「ルクマデス（Loukoumades）」が販売された。
バックグラウンドストーリーアメリカでのより良い生活を求め、ギリシャからニューヨークに移り住んだパパダキス一家が、ニューヨーク郊外にある小さな農園でフルーツを栽培し、S.S.コロンビア号の前に「パパダキス・フレッシュフルーツ」を開いて商売をしている。この車輪がついたお店は、毎朝まだ暗いうちから一家の主人と一番上の息子がここまで運び、新鮮なフルーツを並べている。

### ハイタイド・トリート
| ハイタイド・トリート | ハイタイド・トリート                              |
| -------------------- | ------------------------------------------------- |
| オープン日           | 2001年9月4日 (東京ディズニーシーと同時にオープン) |
| タイプ               | ワゴン・サービス                                  |
| 座席数               | なし                                              |

ハイタイド・トリート (High Tide Treats) は、クリーム入りのパイ「ティポトルタ」とドリンクを扱うワゴン。ガイドマップ上はアメリカンウォーターフロントに属しているが、実質はメディテレーニアンハーバーからポートディスカバリーへ行く道にある（ケープコッドの裏手にあることからアメリカンウォーターフロントに属している）。以前はクリームチーズ・ブラウニーを販売していた。「ハイタイド（High Tide）」とは高潮のこと。

### デランシー・ケータリング
| デランシー・ケータリング | デランシー・ケータリング |
| ------------------------ | ------------------------ |
| オープン日               | 2006年7月3日             |
| タイプ                   | ワゴン・サービス         |
| 座席数                   | なし                     |

デランシー・ケータリング (Delancy Catering) は、ホットドッグを扱うワゴン・サービスの店。当初はドリンク類の販売を行っていなかったが、ペットボトル飲料を販売するようになった。
マクダックデパートメントストアとディズニーシー・エレクトリックレールウェイステーションの間にある。以前はポップコーンワゴンだったところに、2006年7月3日より営業開始。ケータリングの名の通り、移動販売車のような形状の店舗であるが、実際には固定店舗となっている。ホットドッグを包む紙は新聞に見立てたものになっており、その中にはミッキーマウスの3コマ漫画が描かれていたり、"STEAMBORT MICKEY'S"と「スチームボート・ミッキーズ」の名前が書かれていたりしている。

### ハドソンリバー・ハーベスト
| ハドソンリバー・ハーベスト | ハドソンリバー・ハーベスト |
| -------------------------- | -------------------------- |
| オープン日                 | 2016年4月15日              |
| タイプ                     | カウンターサービス         |
| 座席数                     | 約40席                     |
| アルコール                 | ○                          |

ハドソンリバー・ハーベスト (Hudson River Harvest) は、ディズニーシーで初めて、ベイクドポテトを扱うカウンターサービスのワゴン。他に、サンライズをイメージしたソフトドリンクやアルコールを取り扱う。テラスを併設している。

## ポートディスカバリー (Port Discovery)

### ホライズンベイ・レストラン
| ホライズンベイ・レストラン | ホライズンベイ・レストラン                        |
| -------------------------- | ------------------------------------------------- |
| オープン日                 | 2001年9月4日 (東京ディズニーシーと同時にオープン) |
| タイプ                     | バフェテリアサービス                              |
| 座席数                     | 約500席（テラス席あり）                           |
| アルコール                 | ○                                                 |
| PS                         | ○                                                 |

ホライズンベイ・レストラン (Horizon Bay Restaurant) は、シーフード料理や肉料理などのグリル料理がメインのバフェテリアサービスのレストラン。座席は約500席。「ディズニーシー・エレクトリックレールウェイ」のポートディスカバリー駅舎1階に位置する。
このレストランは「通常のダイニング」と「ディズニーキャラクターダイニング」（実施時間は開園時間に準じて変動）がある。
ディズニーキャラクターダイニングでは、ポートディスカバリーの衣装のミッキーマウス、ミニーマウス、プルートが席をめぐり、写真を撮ることなどができる。ディズニーキャラクターダイニング実施時のメニューは、4～8歳が1,730円、9歳以上が3,020円のセットを人数分注文する。4～8歳のメニューはお子さまのプレートとアップルジュースに加えデザート、サラダ、スープから2品選んだメニューである。9歳以上のメニューは肉料理か魚料理（アントレ）から1品、スープかサラダ、デザートから2品、パンまたはライスを1品、ドリンクを1品ずつ選んだ専用のメニューになる。2016年4月15日よりディズニーキャラクターダイニングのみ、プライオリティ・シーティングの対象となった。なお、ディズニーキャラクターダイニングは2019年7月8日をもって終了している。
尚、アルコールの提供を行っているのは「通常のダイニング」のみである。
バックグラウンドストーリー
ポートディスカバリーにあったヨットクラブを改装してつくられた。店名の由来は、ポートディスカバリーに面している海岸が「ホライズンベイ」と呼ばれているから。店内の入り口に飾られているマンボウの形をした潜水艦は、海底グランプリで優勝した「サンフィッシュ・サブ」。その優勝の証に、店内には優勝トロフィー、通称「シーカップ」が飾られている。

### シーサイドスナック
| シーサイドスナック | シーサイドスナック                                |
| ------------------ | ------------------------------------------------- |
| オープン日         | 2001年9月4日 (東京ディズニーシーと同時にオープン) |
| タイプ             | ワゴン・サービス                                  |
| 座席数             | 約30席（テラスのみ）                              |

シーサイドスナック (Seaside Snacks) は、「ギョウザドッグ」に並ぶパークの名物「うきわまん」を扱っているワゴン。周辺にテラス席がある。
最初はエピというパンを販売していた。次にミステリアスアイランドにある「リフレッシュメント・ステーション」で販売しているギョウザドッグがあまりにも人気過剰となったため、エピの販売をバーナクルヒルズに移し、このワゴンでも取り扱っていた。その後、「うきわまん」を販売する店舗となったが、2008年3月下旬より一時期「星型中華マン（エビ&ポーク）」を販売していた時期もある。現在は「うきわまん」の販売に戻っている。
パーク開園10周年の時は、通常のうきわまんに「1」の形をした生地をくっつけたものが販売された（通常のうきわまんを「0」に見立てている）。春イベント「ミッキーとダッフィーのスプリングヴォヤッジ」では、生地の色が反転した（通常のうきわまんの赤と白が逆になった）ものが販売された。
2016年以降、ハロウィーン期間中は色や中身を変えたスペシャルうきわまんが登場している。

### ブリーズウェイ・バイツ
| ブリーズウェイ・バイツ | ブリーズウェイ・バイツ                            |
| ---------------------- | ------------------------------------------------- |
| オープン日             | 2001年9月4日 (東京ディズニーシーと同時にオープン) |
| タイプ                 | ワゴン・サービス                                  |
| 座席数                 | 約20席（テラス席のみ）                            |

ブリーズウェイ・バイツ (Breezeway Bites) は、「アプリコットメープルシロップパイ」や「ミートパイ」などの軽食やソフトドリンクを扱うワゴン。2015年以降、冬季は上記のパイは販売を休止し2種類の「フライドピザ」を提供している。「ディズニーシー・エレクトリックレールウェイ」のポートディスカバリー駅舎前にある。ワゴンだが、20席ほどのテラス席がある。

### ベイサイド・テイクアウト
| ベイサイド・テイクアウト | ベイサイド・テイクアウト |
| ------------------------ | ------------------------ |
| オープン日               | 2018年7月19日            |
| タイプ                   | カウンターサービス       |
| 座席数                   | 約80席                   |
| アルコール               | ○                        |

ベイサイド・テイクアウト (Bayside Takeout) は、スナックやドリンクを扱う、カウンターサービスのレストラン。2018年7月19日に「ホライズンベイ・レストラン テラス席」の跡地にオープンした。座席は約80席。

## ロストリバーデルタ (Lost River Delta)

### ユカタン・ベースキャンプ・グリル
| ユカタン・ベースキャンプ・グリル | ユカタン・ベースキャンプ・グリル                  |
| -------------------------------- | ------------------------------------------------- |
| オープン日                       | 2001年9月4日 (東京ディズニーシーと同時にオープン) |
| スポンサー                       | プリマハム                                        |
| タイプ                           | カウンターサービス                                |
| 座席数                           | 約700席（テラス席あり）                           |
| アルコール                       | ○                                                 |

ユカタン・ベースキャンプ・グリル (Yucatan Base Camp Grill) は、スモーク料理などを扱う、カウンターサービスのレストラン。座席数は室内、テラス席合わせて約700席。人気アトラクション「インディ・ジョーンズ・アドベンチャー」と「レイジングスピリッツ」の間にあるため、混雑していることが多い（入店制限がかかることもたまにある）。スポンサーはプリマハム。
店舗内にレストルームは存在しない。「インディ・ジョーンズ・アドベンチャー:クリスタルスカルの魔宮」出口横のレストルームを利用する。
オープン当初の店名は「ユカタン・ベースキャンプ」であったが、メニューの改訂と同時に「ユカタン・ベースキャンプ・グリル」に変更になった。その為、入り口の上にある看板に新たに「GRILL」と書かれた板が張り付けられている。
バックグラウンドストーリー
ここは元々、考古学者達の遺跡発掘調査用のベースキャンプだったが、そこで作られている料理が評判を呼び、レストランに改装された。

### ロストリバークックハウス
| ロストリバークックハウス | ロストリバークックハウス |
| ------------------------ | ------------------------ |
| オープン日               | 2005年7月21日            |
| タイプ                   | カウンターサービス       |
| 座席数                   | 約30席（テラス席のみ）   |

ロストリバークックハウス (Lost River Cookhouse) は、スパイシースモークチキンレッグやソフトドリンクを扱う、カウンターサービスのレストラン。座席は屋外のみで約30席。2005年7月21日に「レイジングスピリッツ」のオープンと同時に営業を開始した。営業開始当初にはコーヒークリーム味(ピーナッツ入り)の「ツイストブレッド」を販売していたが、これはレイジングスピリッツの360度回転ループをモチーフにしている。
バックグラウンドストーリー
ここは元々、遺跡発掘調査チームの道具小屋だったが、遺跡復元のミスにより調査が中断され使われなくなってしまった為、レストランに改装された。

### ミゲルズ・エルドラド・キャンティーナ
| ミゲルズ・エルドラド・キャンティーナ | ミゲルズ・エルドラド・キャンティーナ              |
| ------------------------------------ | ------------------------------------------------- |
| オープン日                           | 2001年9月4日 (東京ディズニーシーと同時にオープン) |
| タイプ                               | カウンターサービス                                |
| 座席数                               | 約620席（テラス席あり）                           |
| アルコール                           | ○                                                 |

ミゲルズ・エルドラド・キャンティーナ (Miguel's El Dorado Cantina) は、タコスやケサディーヤなどのメキシコ料理がメインのカウンターサービスのレストラン。座席は屋内外合わせて約620席。そのほかにソフトドリンクやビール、ワインなどのアルコールもある。店名の「ミゲル（Miguel）」はマイケル（Michel）のスペイン語表記で、「エルドラド（El Dorado）」は南米の伝説に登場する黄金郷のこと。
店内では、スペシャルイベントに連動したアトモスフィア・エンターテイメントが公演されることがある。
店舗内にレストルームは存在しない。「ミゲルズ・エルドラド・キャンティーナ」横(ハンガーステージ側)のレストルームを利用する。

### エクスペディション・イート
| エクスペディション・イート | エクスペディション・イート                        |
| -------------------------- | ------------------------------------------------- |
| オープン日                 | 2001年9月4日 (東京ディズニーシーと同時にオープン) |
| タイプ                     | ワゴン・サービス                                  |
| 座席数                     | なし                                              |

エクスペディション・イート (Expedition Eats) は、「ソーセージドッグ」などを扱うワゴン。この店のワゴンは大型のジープを模して作られている。

### トロピック・アルズ
| トロピック・アルズ | トロピック・アルズ                                |
| ------------------ | ------------------------------------------------- |
| オープン日         | 2001年9月4日 (東京ディズニーシーと同時にオープン) |
| タイプ             | ワゴン・サービス                                  |
| 座席数             | 約30席（テラス席のみ）                            |

トロピック・アルズ (Tropic Al's) は、「スウィートフライドブリート」という菓子を扱うワゴン。座席は屋外席のみで約30席。以前はチュロスを短く切ったものにソースをかけた「チュロス・コルトス」や、「チーズケーキ・チミチャンガ」、「ティポトルタ」などを扱っており、「チュロス・コルトス」はメディテレーニアンハーバーにある「リフレスコス」でも販売していた。「ティポトルタ」は、現在はアメリカンウォーターフロントの「ハイタイド・トリート」で販売している。
バックグラウンドストーリートロピック・アルという名のトゥーカン（オオハシ）がおり、その鳥がよく止まっていた木の下にワゴンを出すようになった。

## アラビアンコースト (Arabian Coast)

### カスバ・フードコート
| カスバ・フードコート | カスバ・フードコート                              |
| -------------------- | ------------------------------------------------- |
| オープン日           | 2001年9月4日 (東京ディズニーシーと同時にオープン) |
| スポンサー           | ハウス食品                                        |
| タイプ               | カウンターサービス                                |
| 座席数               | 約930席（テラス席あり）                           |

カスバ・フードコート (Casbah Food Court) は、カリーやチャーメン、タンドリーチキンなどのアラビア料理を扱う、カウンターサービスのレストラン。座席は約930席。店内には4つ（3種類）のカウンターがあり、同じメニューを取り扱っている。
2004年12月以降、夕方<(閉園の早い冬期は昼間から)は不定期でカリーブッフェを行っていたことがあった。カウンターサービスとブッフェスタイルが同じレストラン内であるのは東京ディズニーリゾート内では唯一ここだけであったが、注文ならびに食事場所は完全に区切られている。
2008年3月以前は、カウンターそれぞれ異なるメニューを扱っていた。そのため、欲しいメニューがあるカウンターへ並ぶ必要があった。東京ディズニーシーグランドオープン当時は現在より本格的なアラビア料理を扱っていたが、日本人の口に合わないということになりすぐに変更になったという。現在は海鮮かた焼きそばの取り扱いとカリーブッフェは終了している。スポンサーはハウス食品。
それぞれのカウンターは、異なる店という設定になっていた。名称と取り扱い料理は以下の通り。
- フライングカーペット・カリー - カリー
- ロイヤル・タンドール - タンドリーチキン
- ヌードル・チャーマー - チャーメン
- アリカババ - ケバブ

この中で、アリカババは閉店し、フライングカーペット・カリーのカウンターとなっていた。

### サルタンズ・オアシス
| サルタンズ・オアシス | サルタンズ・オアシス                              |
| -------------------- | ------------------------------------------------- |
| オープン日           | 2001年9月4日 (東京ディズニーシーと同時にオープン) |
| タイプ               | カウンターサービス                                |
| 座席数               | 約160席（テラス席のみ）                           |

サルタンズ・オアシス (Sultan's Oasis) は、アトラクション「シンドバッド・ストーリーブック・ヴォヤッジ」に登場するキャラクターをモチーフにした「チャンドゥテール」やソフトクリーム、ソフトドリンクなどを扱う、カウンターサービスのレストラン。座席は屋外席のみで約160席。
以前は2種類のピタサンド（「ポテトとエッグ」/「ラムとビーフとベジタブル」）や、マンゴーとヨーグルトを組み合わせたこの店のオリジナルドリンク「オアシススペシャルドリンク」を販売していた。
バックグラウンドストーリー店名はディズニー映画『アラジン』に登場するジャスミンの父親、サルタン王に由来。

### オープンセサミ
| オープンセサミ | オープンセサミ                                    |
| -------------- | ------------------------------------------------- |
| オープン日     | 2001年9月4日 (東京ディズニーシーと同時にオープン) |
| タイプ         | ワゴン・サービス                                  |
| 座席数         | なし                                              |

オープンセサミ (Open Sesame) は、「ミッキーチュロス」という菓子、ペットボトル飲料を扱うワゴン。
以前は、以下のようなスナックを販売していた。
1. 「バスティーラ」 - アラビア風クレープ。
2. 「キーマカリーパン」 - 2002年11月より。
3. 「ハニーセサミツイスト」 - 2004年3月より。ねじったスティック状のドーナツ。表面に白ゴマがまぶしてある。
4. 「フライドもちボール」 - 2006年より。
5. 「チュロス」 - 2008年より。

## マーメイドラグーン (Mermaid Lagoon)

### セバスチャンのカリプソキッチン
| セバスチャンのカリプソキッチン | セバスチャンのカリプソキッチン                    |
| ------------------------------ | ------------------------------------------------- |
| オープン日                     | 2001年9月4日 (東京ディズニーシーと同時にオープン) |
| スポンサー                     | なし                                              |
| タイプ                         | カウンターサービス                                |
| 座席数                         | 約580席                                           |

セバスチャンのカリプソキッチン（Sebastian's Calypso Kitchen）は、シーフードピザやサンドウィッチなどを販売しているレストラン。ディズニー映画『リトル・マーメイド』が元になったテーマポートであるマーメイドラグーン内に位置しているため、このレストランも同映画をモチーフにしている。
マーメイドラグーンは、一部がトリトンズ・キングダムと呼ばれる屋内エリアとなっており、そこは海底世界をイメージしているため全体的に暗くなっている。そのため、その屋内にあるこのレストランも明かりはあるものの、全体的に暗い雰囲気になっている。
座席はカウンターを挟む形で左右にある。その壁には映画『リトル・マーメイド』に登場するアリエルやフランダーなどの絵が一面に描かれている。

## ミステリアスアイランド (Mysterious Island)

### ヴォルケイニア・レストラン
| ヴォルケイニア・レストラン | ヴォルケイニア・レストラン                        |
| -------------------------- | ------------------------------------------------- |
| オープン日                 | 2001年9月4日 (東京ディズニーシーと同時にオープン) |
| タイプ                     | バフェテリアサービス                              |
| 座席数                     | 約610席（テラス席あり）                           |
| アルコール                 | ○                                                 |

ヴォルケイニア・レストラン（Vulcania Restaurant）は「海底2万マイル」と「リフレッシュメント・ステーション」の間にあり、プロメテウス火山の壁の中に埋め込まれた形になっている。レストランは火山の地熱を利用しているという設定となっており、点心や餃子などの中華料理が中心のメニュー構成となっている。また、ビールやワインなどのアルコールもある。
まず、入店した際はカウンター（2つあり左右対称になっている。メニューはどちらも同じ。どちらのカウンターに行くかによってその後案内される座席の位置が変わってくる。右のカウンターに行けばレストランの右側のエリアに、左のカウンターに行けばレストランの左側のエリアに案内される。）でデザート→メイン料理→ドリンクの順番でメニューを選んでいき、最後にグループでまとめて会計をする。そしてキャストに先導され指定された座席につく。
レストランの内装は火山の中にあるという設定のレストランらしく、火山の表面がむき出しの状態になっている。また、カウンターやテーブル、椅子などはミステリアスアイランドの建築物のカラーと同じ緑色になっている。
東京ディズニーシーでスペシャルイベントが開催される際はスペシャルメニューが登場する。

### リフレッシュメント・ステーション
| リフレッシュメント・ステーション | リフレッシュメント・ステーション                  |
| -------------------------------- | ------------------------------------------------- |
| オープン日                       | 2001年9月4日 (東京ディズニーシーと同時にオープン) |
| タイプ                           | ワゴン・サービス                                  |
| 座席数                           | なし                                              |

リフレッシュメント・ステーション (Refreshment Station) は、TDS開業当初から持ち歩きフードの定番であったギョウザドッグを販売していたが、2016年2月1日より新商品「ポテトチュロス」を販売するようになった。
なお、ギョウザドッグの販売はノーチラスギャレーで継続して販売されている。
バックグラウンドストーリーノーチラス号のクルーが息抜きをする場所であったため、リフレッシュメント・ステーションという名前になっている。

### ノーチラスギャレー
| ノーチラスギャレー | ノーチラスギャレー      |
| ------------------ | ----------------------- |
| オープン日         | 2003年12月12日          |
| タイプ             | カウンターサービス      |
| 座席数             | 約140席（テラス席のみ） |
| アルコール         | ○                       |

ノーチラスギャレー (Nautilus Galley) は、餃子とビール、カクテルを扱う、カウンターサービスのレストラン。座席は屋外席のみで約140席。2003年12月12日にオープン。以前は、この場所に広い休憩所とカプチーノ味のポップコーンワゴンがあった。ミステリアスアイランドの1階部分、「ノーチラスギフト」の下（ミステリアスアイランドに繋留されている「ノーチラス号」の隣り）にある。2016年2月1日よりギョウザドッグを取り扱っている。

## ファンタジースプリングス (Fantasy Springs)
レストラン利用には東京ディズニーリゾートのアプリから、ファンタジースプリングス内のアトラクションのスタンバイパス取得またはディズニー・プレミアアクセス購入後にディズニー・モバイルオーダーでの予約が必須。

### アレンデール・ロイヤルバンケット
| アレンデール・ロイヤルバンケット | アレンデール・ロイヤルバンケット |
| -------------------------------- | -------------------------------- |
| オープン日                       | 2024年6月6日                     |
| スポンサー                       | カルビー株式会社                 |
| タイプ                           | カウンターサービス               |
| 座席数                           | 約570席                          |
| アルコール                       | 有                               |

アレンデール・ロイヤルバンケット (Royal Banquet of Arendelle) は、「フローズンキングダム」エリアにあるアレンデール城内に位置するレストラン。映画『アナと雪の女王』のシーンをモチーフにした4つのダイニングエリアやフィヨルドの風景が見える屋根付きの屋外スペースで食事が可能。
バックグラウンドストーリー
アナとエルサは、長く閉ざされていた城の門が開いたお祝いに王国の人々を祝宴(Banquet)へ招待しました。王国の人々は祝宴に参加しているため、城下町にある様々な商店はクローズしている。

2024年4月1日、カルビー株式会社がスポンサー契約の提携を発表した。

### オーケンのオーケーフード
| オーケンのオーケーフード | オーケンのオーケーフード |
| ------------------------ | ------------------------ |
| オープン日               | 2024年6月6日             |
| タイプ                   | カウンターサービス       |
| アルコール               | 無                       |

オーケンのオーケーフードは、「フローズンキングダム」エリアにある小規模なレストラン。映画『アナと雪の女王』に登場する山小屋の主人オーケンが経営している。

### スナグリーダックリング
| スナグリーダックリング | スナグリーダックリング |
| ---------------------- | ---------------------- |
| オープン日             | 2024年6月6日           |
| スポンサー             | カルビー株式会社       |
| タイプ                 | カウンターサービス     |
| 座席数                 | 約620席                |
| アルコール             | 有                     |

スナグリーダックリングは、「ラプンツェルの森」エリアにあるレストラン。映画『塔の上のラプンツェル』に登場する荒くれ者たちが集う酒場をテーマにし、さまざまな雰囲気のダイニングエリアで食事が可能。。
2024年4月1日、カルビー株式会社がスポンサー契約の提携を発表した。

### ルックアウト・クックアウト
| ルックアウト・クックアウト | ルックアウト・クックアウト |
| -------------------------- | -------------------------- |
| オープン日                 | 2024年6月6日               |
| タイプ                     | カウンターサービス         |
| 座席数                     | 約200席                    |
| アルコール                 | 有                         |

ルックアウト・クックアウトは、「ピーターパンのネバーランド」エリアにあるレストラン。映画『ピーター・パン』に登場するロストキッズが漂着した船の残骸などを材料にして作ったレストランで、ロストキッズの隠れ家にもなっている。

## 閉店した施設

### メディテレーニアンハーバー (Mediterraniean Harbor)

#### マゼランズ・ラウンジ
| マゼランズ・ラウンジ | マゼランズ・ラウンジ                              |
| -------------------- | ------------------------------------------------- |
| オープン日           | 2001年9月4日 (東京ディズニーシーと同時にオープン) |
| タイプ               | テーブルサービス                                  |
| 座席数               | 約70席                                            |
| アルコール           | ○                                                 |

マゼランズ・ラウンジ (Magellan's Lounge) は、「マゼランズ」の2階部分にあるテーブルサービスのラウンジ。座席数は約70席。カクテルやビールなどのアルコール類を取り扱っていた。店内にはバーカウンターがあり、カクテルを注文すればバーテンダーがシェイカーを振って作ってくれた。

### アメリカンウォーターフロント (American Waterfront)

#### セイリングデイ・ブッフェ
| セイリングデイ・ブッフェ | セイリングデイ・ブッフェ                          |
| ------------------------ | ------------------------------------------------- |
| オープン日               | 2001年9月4日 (東京ディズニーシーと同時にオープン) |
| クローズ日               | 2018年3月31日                                     |
| スポンサー               | 山崎製パン                                        |
| タイプ                   | ブッフェスタイル                                  |
| 座席数                   | 約440席                                           |
| アルコール               | ○                                                 |
| PS                       | ○                                                 |

セイリングデイ・ブッフェ (Sailing Day Buffet) は、肉料理や魚料理、サラダ、スープなどさまざまなメニューを扱う、東京ディズニーシー唯一のブッフェスタイルのレストラン。座席は約440席。場所はS.Sコロンビア号と「タワー・オブ・テラー」の間に位置する。スポンサーは山崎製パン。2018年3月31日でクローズした。これにより、東京ディズニーシーからブッフェスタイルのレストランは無くなった。
当初は「コロンビア・ボンヴォヤージュ」という名称になるはずだったが、舞浜駅近くにあるディズニーショップ「ボン・ヴォヤージュ」と類似しているため、改称されたといわれている。
バックグラウンドストーリーS.Sコロンビア号の処女航海（現在は就航記念となっている）を記念して、貨物倉庫内でパーティーを行っているという設定のレストラン。このため店内には、世界各地へ運ばれる荷物、世界各地から運ばれてきた荷物があると共に、処女航海を祝う飾り付けがされている。なお、荷物を仕分けする棚にはケープタウン・上海・横浜など、世界の港への行き先を示す看板が今も掲げられている。

#### ピア33 〜ボートマンズ・テラス〜
| ピア33 〜ボートマンズ・テラス〜 | ピア33 〜ボートマンズ・テラス〜 |
| ------------------------------- | ------------------------------- |
| オープン日                      | 2006年7月14日                   |
| クローズ日                      | 2008年1月5日                    |
| タイプ                          | カウンターサービス              |
| 座席数                          | 約60席（全てテラス席）          |
| アルコール                      | ○                               |

ピア33 〜ボートマンズ・テラス〜 (Pier 33 Boatman's Terrace) は、東京ディズニーシーで2006年7月14日から開催されているアニバーサリーイベント『東京ディズニーシー5thアニバーサリー』の期間中、アメリカンウォーターフロントのピア33（一番、ドックサイドステージ寄りの桟橋）で営業していた屋外バー。2007年5月31日までの期間限定の予定であったが、2008年1月5日までの延長営業となった。
ピア33の入り口に小さな小屋があり、そこで注文し品物を受け取る。席は（ベンチなども設置されているが）スタンディング（立ち）スタイルになっており、木箱を積み上げたようなテーブルが設置されていた。
テーブルの頭上にはパラソルが設置されており、雨などもしのげるようになっていた。
ソフトドリンクや軽食の持ち出しは可能だが、アルコール類は桟橋部分から持ち出すことはできなかった。
ピア33が閉店後は、同じ場所にて「バーナクル・ビルズ」がリニューアルされ、ピア33で取り扱っていたメニューをそのまま取り扱うようになった（ビールのみキリンブランドからバドワイザーに変更）。なお、ピア33が営業していた期間においては「バーナクル・ビルズ」はクローズしていた。